# Rafi Camino
Rafael Camino Sanz (Madrid, 13 de abril de 1969), más conocido como Rafi Camino, es un torero español, hijo del también torero Paco Camino.

## Carrera profesional
Tomó la alternativa junto a El Litri II, en 1987, en la plaza francesa de Nimes. El 23 de agosto de 1988 sufrió una cornada en el cuello que le mantuvo mucho tiempo apartado de las plazas. A pesar de este incidente siguió toreando y cortando orejas en diversas plazas. En muchas ocasiones le acompañó en el cartel su amigo, El Litri.
Ha participado en numerosas ocasiones en diferentes programas de televisión para distintas cadenas, siempre como invitado. En 2015 se confirma a Rafi como uno de los concursantes de Supervivientes 
y se queda en cuarto puesto del concurso.

## Vida privada
Mantuvo dos años de relación con la presentadora Lara Dibildos, con Lucía Díaz Barrachina, Nani Gaitán, Terelu Campos; la cantante mexicana Thalía y con la cantante y mito de los 80, Samantha Fox, entre otras.
Contrajo matrimonio el 25 de noviembre de 2001 con la modelo y presentadora Natalia Álvarez, con la que tiene un hijo, Rafael Camino Álvarez. Se divorciaron en 2009.